# Neoplatylecanium tripartitum
Neoplatylecanium tripartitum är en insektsart som först beskrevs av Green 1922.  Neoplatylecanium tripartitum ingår i släktet Neoplatylecanium och familjen skålsköldlöss.
Artens utbredningsområde är Sri Lanka. Inga underarter finns listade i Catalogue of Life.